# Остання адреса (меморіальний проєкт)
Проєкт «Оста́ння адре́са» (рос. Проект «После́дний а́дрес») — громадянська ініціатива, що має за мету увіковічнення пам'яті про жертв політичних репресій часів радянської влади. В пам'ять про особу на фасаді будинку, де вона мешкала, встановлюється невеличка, розміром з долоню, меморіальна табличка. Кожен меморіальний знак присвячується окремій людині. Принцип проєкту — «Одне ім'я, одне життя, один знак».

## Загальна інформація
В основі ініціативи лежить ідея проєкту увічнення пам'яті жертв Голокосту «Камені спотикання» німецького митця Гюнтера Демніга. В рамках цього проєкту до березня 2014 року в Німеччині та низці інших європейських країн було встановлено близько 45 тисяч меморіальних табличок, що стало своєрідним орієнтиром для організаторів «Останньої адреси».
Ініціатором проєкту був журналіст та видавець Сергій Пархоменко. Проєкт розвивається за підтримки об'єднання «Меморіал» та його голови Арсенія Рогінського. Серед його активістів — мистецтвознавець Григорій Ревзін, архітектор Євген Асс, історики Микита Соколов та Ірина Карацуба, видавець Григорій Куніс, журналістка Олена Вісенс.
Предтечею проєкту стала акція громадського руху «Архнадзор», активісти якого розвішували на московських будинках листівки з надрукованими на них прізвищами жертв репресій, що мешкали в цих спорудах.
Дизайн меморіального знаку у вигляді пластини з неіржавної сталі розміром 11х19 см, на котрій вказані відомості про репресовану особу (ім'я, професія, дати народження, арешту, загибелі та реабілітації), виконаний архітектором Олександром Бродським.
|  | Цей проєкт важливий, аби подібне більше не повторилося. Ті, хто зовсім нічого не знають про репресії, побачивши таблички, поцікавляться що ж сам це було. Ті, хто був свідком, ще раз згадають. — Олександр Бродський Оригінальний текст (рос.) Этот проект важен, чтобы подобное не повторилось. Те, кто совсем ничего не знает о репрессиях, увидев таблички, поинтересуются, что же это было. Те, кто являлись свидетелями, еще раз вспомнят. — Александр Бродский |

### Законодавча основа
Проєкт спирається на наступні положення закону «Про реабілітацію жертв політичних репресій», що був прийнятий у 1991 році: на трактовку періоду, котрий варто вважати періодом політичних репресій в Росії та СРСР (згідно з законодавством вони почалися безпосередньо 25 жовтня (7 грудня) 1917 року), та на визначення того, що варто вважати політичними репресіями.

### Фінансування
Все фінансування проєкту, включно з виготовленням та встановленням самих меморіальних знаків, здійснюється за рахунок добровільних цільових пожертв громадян. Витрати, пов'язані з організаційним та юридичним забезпеченням проєкту, проведенням архівних робіт, створення та підтримки сайту, оплачуються некомерційним Фондом увіковічнення пам'яті жертв політичних репресій «Остання адреса» за рахунок добровільних пожертв громадян та організацій.

### Пошук імен та адрес репресованих
Для того, аби кожен охочий міг знайти своїх родичів чи знайомих за іменем чи за адресою в базі даних проєкту, товариство «Меморіал» надало свій архів даних про жертв політичних репресій, що був створений на базі регіональних Книг Пам'яті. Цю ж базу даних було взято за основу для акції «Повернення імен», що проводиться щороку в жовтні біля Соловецького каменю на Луб'янській площі Москви.
База даних репресованих та реабілітованих згодом жителів Ленінграду та області заснована на матеріалах, зібраних істориком Анатолієм Разумовим, що працював над книгою пам'яті жертв політичних репресій в СРСР «Ленінградський мартиролог» більше ніж чверть століття.